# Bordon

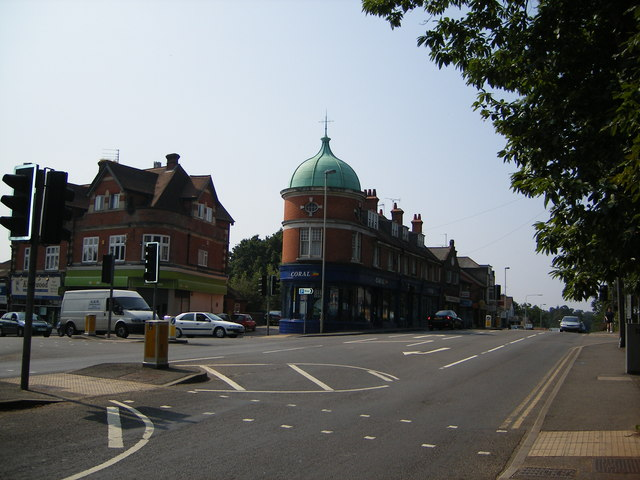
Vista do centro de Bordon

Bordon, também conhecida como Bordon e Whitehill é uma cidade do sul do Inglaterra, situada no condado de Hampshire, aproximadamente a meio caminho entre Portsmouth e Londres. Faz parte da paróquia civil de Whitehill.